# فهرست قنات‌های شهرستان نهبندان
جدول زیر بر اساس آمار وزارت جهاد کشاورزی تهیه شده‌است. فهرست زیر قنات‌های شهرستان نهبندان در استان خراسان جنوبی را نشان می‌دهد.
| نام قنات        | موقعیت                          | نزدیک‌ترین روستا   | طول قنات (متر) | تعداد میله چاه | عمق مادر چاه | دبی (لیتر بر ثانیه) | سطح زیر کشت (هکتار) |
| --------------- | ------------------------------- | ----------------- | -------------- | -------------- | ------------ | ------------------- | ------------------- |
| اب بالا         | بخش مرکزی شهرستان نهبندان       | اب بالا بیچند     | ۲۰۰۰           | ۱۰۰            | ۱۶           | ۱۲                  | ۳۰                  |
| ابجو            | بخش مرکزی شهرستان نهبندان       | قریه آبجو         | ۲۰۰            | ۲۰             | ۲۰           | ۵                   | ۱۰                  |
| ابجو            | بخش مرکزی شهرستان نهبندان       | ابجوابراهیماباد   | ۵۶۰            | ۲۸             | ۱۱           | ۶                   | ۲۰                  |
| ابراهیم‌آباد     | بخش مرکزی شهرستان نهبندان       | ابراهیم‌آباد       | ۷۰۰            | ۳۵             | ۱۲           | ۱۵                  | ۳۵                  |
| ابراهیم‌آباد     | بخش شوسف شهرستان نهبندان        | طارق              | ۶۰۰            | ۰              | ۸            | ۰                   | ۱۰                  |
| ابله            | بخش شوسف شهرستان نهبندان        | ابله              | ۵۰۰            | ۳۰             | ۱۶           | ۱۵                  | ۵                   |
| اتشکده سفلی     | بخش مرکزی شهرستان نهبندان       | اتشکده سفلی       | ۷۵۰            | ۳۵             | ۱۴           | ۱۰                  | ۱۰                  |
| اتشکده علیا     | بخش مرکزی شهرستان نهبندان       | اتشکده علیا       | ۱۲۵۰           | ۶۰             | ۱۸           | ۱۰                  | ۱۰                  |
| احمدآباد        | بخش شوسف شهرستان نهبندان        | احمدآباد          | ۱۶۰۰           | ۶۰             | ۳۵           | ۰                   | ۱۵                  |
| احمدآباد        | بخش مرکزی شهرستان نهبندان       | دهسلم             | ۵۰۰۰           | ۰              | ۰            | ۸                   | ۳۰                  |
| ارویز           | بخش مرکزی شهرستان نهبندان       | ارویز             | ۱۰۰۰           | ۳۰             | ۱۶           | ۵                   | ۱                   |
| استخرک          | بخش شوسف شهرستان نهبندان        | استخرک            | ۳۷۰            | ۲۴             | ۹            | ۵                   | ۵                   |
| استند           | بخش مرکزی شهرستان نهبندان       | استند             | ۲۰۰            | ۱۵             | ۱۵           | ۱۵                  | ۲۰                  |
| استوتند         | بخش مرکزی شهرستان نهبندان       | استوتند           | ۵۰۰            | ۲۵             | ۱۲           | ۱۰                  | ۱۵                  |
| اسدآباد         | بخش مرکزی شهرستان نهبندان       | اسدآباد           | ۱۲۰۰           | ۳۵             | ۳۰           | ۱۰                  | ۲                   |
| اسلام‌آباد       | بخش شوسف شهرستان نهبندان        | اسلام‌آباد         | ۴۷۰            | ۲۵             | ۸            | ۸                   | ۱۰                  |
| اسماعیل‌آباد     | بخش شوسف شهرستان نهبندان        | اسماعیل‌آباد       | ۴۳۰۰           | ۲۱۵            | ۱۹           | ۱۵                  | ۳۸                  |
| اسماعیل‌آباد     | بخش شوسف شهرستان نهبندان        | اسماعیل‌آباد       | ۳۰۰            | ۱۲             | ۸            | ۳۰                  | ۱۰                  |
| اسکا            | بخش مرکزی شهرستان نهبندان       | اسکا              | ۴۰۰            | ۲۰             | ۵            | ۵                   | ۱۰                  |
| اشپاک           | بخش مرکزی شهرستان نهبندان       | اشپاک             | ۳۷۰            | ۲۰             | ۸            | ۷                   | ۴                   |
| افضل‌آباد        | بخش شوسف شهرستان نهبندان        | افضل‌آباد          | ۴۰۰            | ۲۵             | ۱۸           | ۱۰                  | ۲                   |
| النگ            | بخش شوسف شهرستان نهبندان        | النگ              | ۳۷۰            | ۳۵             | ۱۲           | ۸                   | ۶                   |
| الوند           | بخش مرکزی شهرستان نهبندان       | الوند             | ۹۰۰            | ۳۰             | ۹            | ۱۲                  | ۱۲                  |
| امیرآباد        | بخش شوسف شهرستان نهبندان        | امیرآباد          | ۶۵۰            | ۳۷             | ۱۰           | ۳                   | ۱۰                  |
| امیرآباد        | بخش شوسف شهرستان نهبندان        | رامنگان           | ۴۰۰            | ۲۵             | ۳۵           | ۱۵                  | ۵                   |
| امین‌آباد        | بخش مرکزی شهرستان نهبندان       | امین‌آباد          | ۶۰۰            | ۳۰             | ۱۰           | ۱۲                  | ۱۵                  |
| اناران          | بخش شوسف شهرستان نهبندان        | اناران            | ۲۰۰            | ۱۰             | ۷            | ۷                   | ۵                   |
| اناران سفلی     | بخش شوسف شهرستان نهبندان        | اناران سفلی       | ۸۵۰            | ۴۲             | ۱۲           | ۸                   | ۱۰                  |
| اناران علیا     | بخش شوسف شهرستان نهبندان        | اناران علیا       | ۶۵۰            | ۳۳             | ۱۰           | ۸                   | ۱۰                  |
| اکبریه          | بخش شوسف شهرستان نهبندان        | طارق              | ۶۵۰            | ۳۵             | ۱۰           | ۸                   | ۱۲                  |
| ایراندوست       | بخش مرکزی شهرستان نهبندان       | کلاته ایراندوست   | ۱۲۰۰           | ۶۰             | ۱۶           | ۸                   | ۵                   |
| ایسک            | بخش مرکزی شهرستان نهبندان       | ارویز             | ۸۰۰            | ۳۰             | ۲۵           | ۴                   | ۲                   |
| ایواسک          | بخش مرکزی شهرستان نهبندان       | ایواسک            | ۷۰۰            | ۳۵             | ۱۳           | ۱۰                  | ۴                   |
| باد مشک         | بخش مرکزی شهرستان نهبندان       | کلاته مالداری     | ۵۰۰            | ۲۵             | ۸            | ۴                   | ۲                   |
| باغستان         | بخش شوسف شهرستان نهبندان        | باغستان           | ۶۵۰            | ۳۰             | ۱۲           | ۸                   | ۸                   |
| بجدیک           | بخش مرکزی شهرستان نهبندان       | سیاه خونیک        | ۳۵۰            | ۱۸             | ۷            | ۸                   | ۴                   |
| برک             | بخش شوسف شهرستان نهبندان        | برک               | ۱۵۰۰           | ۶۰             | ۱۱           | ۲۵                  | ۲۰                  |
| بمبور           | بخش شوسف شهرستان نهبندان        | بمبور             | ۶۵۰            | ۳۲             | ۱۱           | ۸                   | ۱۰                  |
| بند بخشدار      | بخش شوسف شهرستان نهبندان        | شوسف              | ۱۵۰            | ۵              | ۳            | ۱۰                  | ۲                   |
| بندان           | بخش مرکزی شهرستان نهبندان       | بندان             | ۲۵۰۰           | ۱۰۰            | ۲۰           | ۴۰                  | ۶۰                  |
| بورگان علیا     | بخش شوسف شهرستان نهبندان        | بورگان علیا       | ۱۷۰۰           | ۴۳             | ۱۰           | ۸                   | ۱۰                  |
| بورگان سفلی     | بخش شوسف شهرستان نهبندان        | بورگان سفلی       | ۷۰۰            | ۱۸             | ۱۴           | ۸                   | ۱۰                  |
| بکرآباد         | بخش مرکزی شهرستان نهبندان       | دهلم              | ۳۰۰۰           | ۱۷۰            | ۲۲           | ۲۰                  | ۲۵                  |
| بی چند          | بخش مرکزی شهرستان نهبندان       | بی چند            | ۲۰۰۰           | ۱۰۰            | ۱۵           | ۱۵                  | ۲۰                  |
| بیدک            | بخش شوسف شهرستان نهبندان        | بیدک              | ۷۵۰            | ۳۷             | ۱۰           | ۸                   | ۵                   |
| بیشه            | بخش شوسف شهرستان نهبندان        | بیشه              | ۸۳۰            | ۴۲             | ۱۲           | ۸                   | ۹                   |
| تقی‌آباد         | بخش مرکزی شهرستان نهبندان       | خوانشرف           | ۴۵۰۰           | ۲۳۰            | ۱۸           | ۱۰                  | ۳۵                  |
| توتسک           | بخش شوسف شهرستان نهبندان        | توتسک             | ۸۰۰            | ۴۰             | ۱۴           | ۱۸                  | ۲۰                  |
| تپه دوزنگان     | بخش شوسف شهرستان نهبندان        | دوزنگان           | ۵۵۰            | ۲۲             | ۱۰           | ۸                   | ۲۰                  |
| تیغدر علیا      | بخش شوسف شهرستان نهبندان        | تیغدر             | ۳۰۰            | ۱۸             | ۸            | ۰                   | ۳۰                  |
| تیغدر بالا      | بخش شوسف شهرستان نهبندان        | تیغدر بالا        | ۸۰۰            | ۴۰             | ۱۲           | ۱۰                  | ۸                   |
| تیغدر سفلی      | بخش شوسف شهرستان نهبندان        | تیغدر             | ۶۰۰            | ۲۲             | ۶            | ۱۰                  | ۳۰                  |
| جان محمود       | بخش شوسف شهرستان نهبندان        | جان محمود         | ۶۰۰            | ۳۰             | ۸            | ۶                   | ۶                   |
| جبرآباد         | بخش شوسف شهرستان نهبندان        | سولاخان           | ۳۵۰            | ۳۰             | ۸            | ۱۰                  | ۵                   |
| جلگه زاوه       | بخش مرکزی شهرستان نهبندان       | جلگه زاوه         | ۱۲۰۰           | ۵۰             | ۳۰           | ۰                   | ۰                   |
| جنت‌آباد         | بخش شوسف شهرستان نهبندان        | جنت‌آباد           | ۷۰۰            | ۳۵             | ۱۲           | ۱۲                  | ۲۵                  |
| جنیدان          | بخش شوسف شهرستان نهبندان        | سواران            | ۶۰۰            | ۳۰             | ۱۰           | ۵                   | ۵                   |
| جوشند           | بخش مرکزی شهرستان نهبندان       | جوشند             | ۵۵۰            | ۲۷             | ۱۱           | ۸                   | ۱۵                  |
| حاجی‌آباد        | بخش مرکزی شهرستان نهبندان       | حاجی‌آباد دهنو     | ۴۰۰۰           | ۱۵۰            | ۲۰           | ۲۰                  | ۳۰                  |
| حاجی‌آباد        | بخش شوسف شهرستان نهبندان        | حاجی‌آباد شیور     | ۶۰۰            | ۲۰             | ۸            | ۶                   | ۱۰                  |
| حاجی‌آباد کلگی   | بخش مرکزی شهرستان نهبندان       | حاجی‌آباد کلگی     | ۳۰۰            | ۲۵             | ۸            | ۵                   | ۵                   |
| حاجی‌آباد کوشه   | بخش شوسف شهرستان نهبندان        | حاجی‌آباد          | ۸۰۰            | ۴۰             | ۱۴           | ۱۲                  | ۲۰                  |
| حسن‌آباد         | بخش شوسف شهرستان نهبندان        | حسن‌آباد جمالی     | ۱۰۰۰           | ۵۰             | ۱۲           | ۱۰                  | ۱۰                  |
| حسن‌آباد         | بخش شوسف شهرستان نهبندان        | حسن‌آباد شیور      | ۶۰۰            | ۳۰             | ۸            | ۸                   | ۱۰                  |
| حسن‌آباد         | بخش شوسف شهرستان نهبندان        | حسن‌آباد           | ۶۰۰            | ۳۰             | ۱۳           | ۸                   | ۴                   |
| حسن‌آباد         | بخش شوسف شهرستان نهبندان        | کلاته حسن         | ۶۳۰            | ۳۲             | ۸            | ۱۶                  | ۱۴                  |
| حسن‌آباد کرق     | بخش شوسف شهرستان نهبندان        | حسن‌آباد کرق       | ۶۵۰            | ۳۲             | ۱۲           | ۱۲                  | ۸                   |
| حسین رستم       | بخش مرکزی شهرستان نهبندان       | کلاته حسین رستم   | ۳۰۰            | ۱۵             | ۴            | ۰                   | ۳                   |
| حسین‌آباد        | بخش شوسف شهرستان نهبندان        | حسین‌آباد دهک      | ۶۰۰            | ۳۰             | ۱۲           | ۸                   | ۱۰                  |
| حسین‌آباد        | بخش مرکزی شهرستان نهبندان       | میغان             | ۴۰۰            | ۲۵             | ۱۲           | ۸                   | ۲                   |
| حسین‌آباد        | بخش مرکزی شهرستان نهبندان       | بندان             | ۱۸۰۰           | ۰              | ۰            | ۳۰                  | ۳۰                  |
| حسین‌آباد        | بخش مرکزی شهرستان نهبندان       | اسدآباد           | ۱۰۰۰           | ۳۰             | ۱۶           | ۱                   | ۰                   |
| حسین‌آباد سرکل   | بخش شوسف شهرستان نهبندان        | حسین‌آباد سرکل     | ۶۰۰            | ۲۶             | ۱۶           | ۱۸                  | ۱۰                  |
| حیدرآباد        | بخش مرکزی شهرستان نهبندان       | حیدرآباد          | ۲۵۰۰           | ۱۰۰            | ۲۰           | ۱۵                  | ۲۰                  |
| خالق‌آباد        | بخش مرکزی شهرستان نهبندان       | نهبندان           | ۴۰۰۰           | ۱۰۰            | ۴۰           | ۱۰                  | ۵۰                  |
| خرمی            | بخش شوسف شهرستان نهبندان        | خرمی              | ۴۸۰            | ۲۴             | ۱۱           | ۲                   | ۵                   |
| خسرو آباد       | بخش شوسف شهرستان نهبندان        | خسرو آباد         | ۱۲۰۰           | ۳۰             | ۱۲           | ۱۰                  | ۱۰                  |
| خسروی           | بخش شوسف شهرستان نهبندان        | خسروی             | ۶۰۰            | ۲۵             | ۱۲           | ۱۰                  | ۱۲                  |
| خواجه عزیز      | بخش مرکزی شهرستان نهبندان       | اسدآباد           | ۱۰۰۰           | ۳۰             | ۱۶           | ۳                   | ۵                   |
| خوشاره          | بخش مرکزی شهرستان نهبندان       | خوشاره            | ۳۵۰۰           | ۱۷۵            | ۲۰           | ۲۰                  | ۵۰                  |
| خونیک           | بخش مرکزی شهرستان نهبندان       | میغان             | ۷۰۰            | ۴۵             | ۱۲           | ۱۲                  | ۴                   |
| خونیک سفلی      | بخش مرکزی شهرستان نهبندان       | خونیک سفلی        | ۶۰۰۰           | ۳۰۰            | ۴۰           | ۰                   | ۴۰                  |
| خونیک سفلی      | بخش مرکزی شهرستان نهبندان       | خونیک سفلی        | ۸۰۰۰           | ۴۰۰            | ۴۰           | ۰                   | ۳۰                  |
| خونیک علیا      | بخش شوسف شهرستان نهبندان        | خونیک علیا        | ۷۰۰            | ۳۵             | ۱۶           | ۱۶                  | ۳۰                  |
| خیرآباد         | بخش مرکزی شهرستان نهبندان       | میغان             | ۶۰۰            | ۴۰             | ۱۵           | ۱۵                  | ۳                   |
| خیرآباد         | بخش شوسف شهرستان نهبندان        | طارق              | ۷۵۰            | ۳۲             | ۱۱           | ۰                   | ۱۰                  |
| درشکفت          | بخش شوسف شهرستان نهبندان        | درشکفت            | ۶۵۰            | ۳۳             | ۱۰           | ۴                   | ۵                   |
| دره             | بخش مرکزی شهرستان نهبندان       | بند دره           | ۲۰۰            | ۱۰             | ۱۰           | ۸                   | ۵                   |
| دره کوران       | بخش شوسف شهرستان نهبندان        | دره کوران         | ۸۰۰            | ۴۰             | ۱۴           | ۸                   | ۲۰                  |
| دق در           | بخش مرکزی شهرستان نهبندان       | سیاه خونیک        | ۳۵۰            | ۱۷             | ۱۰           | ۸                   | ۴                   |
| ده شیخ          | بخش شوسف شهرستان نهبندان        | ده شیخ            | ۴۵۰            | ۲۲             | ۱۰           | ۸                   | ۱۰                  |
| ده میان         | بخش شوسف شهرستان نهبندان        | ده میان           | ۶۰۰            | ۳۰             | ۱۲           | ۱۰                  | ۱۰                  |
| دهن رود         | بخش مرکزی شهرستان نهبندان       | دهن رود           | ۶۵۰            | ۳۲             | ۱۱           | ۱۰                  | ۵                   |
| دهنه نو         | بخش شوسف شهرستان نهبندان        | دهنه نو           | ۱۵۰۰           | ۷۵             | ۱۵           | ۱۵                  | ۱۷                  |
| دهنو            | بخش مرکزی شهرستان نهبندان       | دهنو              | ۲۰۰۰           | ۱۰۰            | ۱۸           | ۱۰                  | ۲۰                  |
| دهو             | بخش مرکزی شهرستان نهبندان       | دهو               | ۸۰۰            | ۴۰             | ۱۲           | ۱۲                  | ۲۵                  |
| دهوکه           | بخش مرکزی شهرستان نهبندان       | دهوکه             | ۱۵۰            | ۱۸             | ۹            | ۴                   | ۳                   |
| دهک             | بخش شوسف شهرستان نهبندان        | دهک               | ۷۵۰۰           | ۳۳             | ۱۳           | ۳                   | ۱۶                  |
| دو فرسخ         | بخش مرکزی شهرستان نهبندان       | دو فرسخ           | ۵۰۰            | ۲۰             | ۱۵           | ۱۰                  | ۲                   |
| دو کوهانه       | بخش مرکزی شهرستان نهبندان       | دو کوهانه         | ۲۰۰۰           | ۹۰             | ۱۵           | ۲۰                  | ۲۰                  |
| دودو            | بخش شوسف شهرستان نهبندان        | دودو              | ۴۳۰            | ۲۵             | ۱۶           | ۱۴                  | ۱۰                  |
| دوزنگان         | بخش شوسف شهرستان نهبندان        | دوزنگان           | ۶۵۰            | ۳۲             | ۹            | ۱۰                  | ۱۰                  |
| دوزنگان         | بخش شوسف شهرستان نهبندان        | دوزنگان           | ۱۲۰۰           | ۶۰             | ۱۲           | ۱۰                  | ۸                   |
| دیمرغ           | بخش مرکزی شهرستان نهبندان       | دیمرغ             | ۴۵۰            | ۲۲             | ۸            | ۱۰                  | ۶                   |
| ذهاب            | بخش شوسف شهرستان نهبندان        | ذهاب              | ۷۰۰            | ۳۵             | ۱۰           | ۵                   | ۳                   |
| رامنگان         | بخش شوسف شهرستان نهبندان        | رامنگان           | ۷۰۰            | ۳۵             | ۱۰           | ۱۰                  | ۳۰                  |
| رای             | بخش شوسف شهرستان نهبندان        | رای               | ۱۰۰۰           | ۵۰             | ۱۲           | ۱۰                  | ۲۰                  |
| رخنه            | بخش مرکزی شهرستان نهبندان       | رخنه              | ۳۵۰            | ۲۰             | ۱۰           | ۱۰                  | ۱۵                  |
| رزاق زاده       | بخش شوسف شهرستان نهبندان        | حسین‌آباد          | ۴۲۰۰           | ۳۰۰            | ۲۰           | ۲۰                  | ۱۰۰                 |
| رزگ             | بخش مرکزی شهرستان نهبندان       | رزگ               | ۳۵۰            | ۱۵             | ۸            | ۸                   | ۴                   |
| رضوان           | بخش شوسف شهرستان نهبندان        | رضوان             | ۳۵۰            | ۱۷             | ۱۲           | ۵                   | ۲                   |
| رود دره         | بخش شوسف شهرستان نهبندان        | رود دره           | ۴۰۰            | ۲۱             | ۸            | ۶                   | ۱۰                  |
| رود چشمه        | بخش مرکزی شهرستان نهبندان       | رود چشمه          | ۵۰۰            | ۲۲             | ۹            | ۷                   | ۳                   |
| رودگور          | بخش مرکزی شهرستان نهبندان       | رودگور            | ۵۸۰            | ۲۷             | ۱۱           | ۱۰                  | ۱۰                  |
| روغنو           | بخش مرکزی شهرستان نهبندان       | روغنو             | ۳۰۰            | ۲۰             | ۱۵           | ۵                   | ۲                   |
| رومه            | بخش مرکزی شهرستان نهبندان       | رومه              | ۳۵۰۰           | ۴۰             | ۳۰           | ۲۵                  | ۵۰                  |
| ریق‌آباد         | بخش شوسف شهرستان نهبندان        | گزیدری سفلی       | ۶۰۰            | ۳۰             | ۶            | ۸                   | ۱۵                  |
| ریگ نه          | بخش مرکزی شهرستان نهبندان       | نهبندان           | ۲۲۰۰           | ۱۱۰            | ۲۵           | ۰                   | ۵۰                  |
| زالو چشمه       | بخش مرکزی شهرستان نهبندان       | زالو چشمه         | ۲۰۰            | ۱۰             | ۸            | ۸                   | ۰                   |
| زنیل‌آباد        | بخش مرکزی شهرستان نهبندان       | طبسین سفلی        | ۳۰۰۰           | ۱۵۰            | ۲۵           | ۰                   | ۰                   |
| زهری            | بخش مرکزی شهرستان نهبندان       | زهری              | ۶۵۰            | ۳۲             | ۱۲           | ۱۰                  | ۴                   |
| زیدر            | بخشی نامعلوم در شهرستان نهبندان | زیدر              | ۵۰۰            | ۰              | ۰            | ۱۰                  | ۱۵                  |
| زین‌آباد         | بخش شوسف شهرستان نهبندان        | زین‌آباد           | ۶۵۰            | ۳۲             | ۱۲           | ۱۰                  | ۱۰                  |
| سایه سنگان      | بخش شوسف شهرستان نهبندان        | سایه سنگان        | ۸۰۰            | ۴۰             | ۱۲           | ۱۰                  | ۱۰                  |
| سردره           | بخش مرکزی شهرستان نهبندان       | سردره             | ۴۰۰            | ۲۰             | ۱۰           | ۰                   | ۰                   |
| سریخان          | بخش شوسف شهرستان نهبندان        | سریخان            | ۷۳۰            | ۳۷             | ۱۰           | ۱۵                  | ۲۵                  |
| سریخان          | بخش شوسف شهرستان نهبندان        | سریخان            | ۸۰۰            | ۴۰             | ۱۴           | ۱۵                  | ۲۰                  |
| سلطانی          | بخش شوسف شهرستان نهبندان        | سلطانی            | ۷۰۰            | ۳۳             | ۱۱           | ۱۴                  | ۲۵                  |
| سلطان‌آباد       | بخش شوسف شهرستان نهبندان        | کلاته نو          | ۵۳۰            | ۲۷             | ۹            | ۵                   | ۳                   |
| سلطان‌آباد       | بخش مرکزی شهرستان نهبندان       | سلطان‌آباد         | ۵۰۰            | ۲۸             | ۱۰           | ۱۰                  | ۲۰                  |
| سمافات          | بخش مرکزی شهرستان نهبندان       | سمافات            | ۶۵۰            | ۳۲             | ۱۵           | ۱۵                  | ۳۰                  |
| سمنی سفلی       | بخش شوسف شهرستان نهبندان        | سمنی سفلی         | ۴۰۰            | ۲۰             | ۹            | ۶                   | ۳                   |
| سمنی علیا       | بخش شوسف شهرستان نهبندان        | سمنی علیا         | ۶۰۰            | ۳۰             | ۱۱           | ۸                   | ۴                   |
| سمک             | بخش شوسف شهرستان نهبندان        | سمک               | ۱۰۰            | ۴              | ۶            | ۱۰                  | ۱۲                  |
| سنجی            | بخش شوسف شهرستان نهبندان        | سنجی              | ۴۵۰            | ۲۲             | ۸            | ۱۲                  | ۶                   |
| سنگان           | بخش شوسف شهرستان نهبندان        | دهک               | ۳۰۰            | ۳۰             | ۶            | ۱۰                  | ۱۰                  |
| سنگی دری بوبک   | بخش مرکزی شهرستان نهبندان       | سنگی دری بوبک     | ۳۰۰            | ۱۵             | ۸            | ۱۰                  | ۳                   |
| سه فرسخ         | بخش مرکزی شهرستان نهبندان       | سه فرسخ           | ۱۰۰۰           | ۵۰             | ۱۸           | ۱۵                  | ۳۰                  |
| سهل‌آباد         | بخش شوسف شهرستان نهبندان        | سهل‌آباد           | ۶۰۰۰           | ۳۰۰            | ۳۵           | ۴۵                  | ۴۰                  |
| سواران          | بخش شوسف شهرستان نهبندان        | سواران            | ۵۰۰            | ۲۵             | ۱۴           | ۸                   | ۷                   |
| سوغات           | بخش مرکزی شهرستان نهبندان       | نهبندان           | ۶۰۰۰           | ۲۰۰            | ۴۰           | ۲۵                  | ۱۰۰                 |
| سولاخان         | بخش شوسف شهرستان نهبندان        | سولاخان           | ۱۰۰۰           | ۵۰             | ۱۴           | ۱۲                  | ۱۶                  |
| سیاه خونیک      | بخش مرکزی شهرستان نهبندان       | سیاه خونیک        | ۴۵۰            | ۲۲             | ۸            | ۱۰                  | ۱۰                  |
| سیدال           | بخش شوسف شهرستان نهبندان        | سیدال             | ۶۰۰            | ۳۰             | ۱۳           | ۸                   | ۵                   |
| سیکوری          | بخش شوسف شهرستان نهبندان        | سیکوری بالا       | ۶۷۰            | ۳۱             | ۱۲           | ۱۲                  | ۶                   |
| سیکوری سفلی     | بخش شوسف شهرستان نهبندان        | سیکوری سفلی       | ۳۰۰            | ۱۵             | ۸            | ۸                   | ۴                   |
| شاه طور         | بخش مرکزی شهرستان نهبندان       | چهارفرسخ          | ۲۰۰۰           | ۱۰۰            | ۲۰           | ۲۰                  | ۱۰۰                 |
| شماره و         | بخش شوسف شهرستان نهبندان        | شوسف              | ۱۲۰۰           | ۶۰             | ۱۴           | ۱۵                  | ۳۰                  |
| شمس‌آباد         | بخش شوسف شهرستان نهبندان        | کلاته خداداد      | ۴۰۰            | ۲۰             | ۸            | ۶                   | ۱۰                  |
| شورابه          | بخش مرکزی شهرستان نهبندان       | شورابه            | ۷۰۰            | ۳۵             | ۱۲           | ۱۰                  | ۵                   |
| شورک            | بخش شوسف شهرستان نهبندان        | شورک              | ۲۵۰            | ۲۰             | ۸            | ۴                   | ۴                   |
| شورگزک          | بخش مرکزی شهرستان نهبندان       | دهلم              | ۷۵۰            | ۰              | ۱۵           | ۰                   | ۱۰                  |
| شیرشتر          | بخش شوسف شهرستان نهبندان        | شیرشتر            | ۴۵۰            | ۲۵             | ۱۲           | ۱۲                  | ۱۰                  |
| صفا آباد        | بخش مرکزی شهرستان نهبندان       | صفا آباد          | ۴۰۰            | ۲۲             | ۲۰           | ۱۵                  | ۷                   |
| طارق            | بخش شوسف شهرستان نهبندان        | طارق              | ۱۳۰۰           | ۱۰۰            | ۳۵           | ۱۵                  | ۲۰                  |
| طبسین علیا      | بخش مرکزی شهرستان نهبندان       | طبسین علیا        | ۳۰۰۰           | ۱۵۰            | ۳۰           | ۲۰                  | ۱۰۰                 |
| طور             | بخش مرکزی شهرستان نهبندان       | طور               | ۴۰۰            | ۲۰             | ۸            | ۸                   | ۴                   |
| طور علیا        | بخش مرکزی شهرستان نهبندان       | طور علیا          | ۳۵۰            | ۱۷             | ۸            | ۶                   | ۳                   |
| عباس‌آباد        | بخش مرکزی شهرستان نهبندان       | عباس‌آباد میغان    | ۲۰۰۰           | ۸۷             | ۱۶           | ۱۰                  | ۱۰                  |
| عباس‌آباد        | بخش شوسف شهرستان نهبندان        | عباس‌آباد          | ۲۰۰۰           | ۵۰             | ۱۸           | ۳                   | ۴                   |
| عباس‌آباد ملکی   | بخش شوسف شهرستان نهبندان        | شوسف              | ۱۵۰۰           | ۵۰             | ۲۵           | ۵                   | ۲                   |
| عزت‌آباد عطائی   | بخش شوسف شهرستان نهبندان        | طارق              | ۷۰۰            | ۳۵             | ۱۰           | ۱۰                  | ۲۰                  |
| علم‌آباد         | بخش شوسف شهرستان نهبندان        | علم‌آباد           | ۳۵۰            | ۲۰             | ۱۲           | ۱۰                  | ۸                   |
| علی ر’یس        | بخش مرکزی شهرستان نهبندان       | علی ر’یس          | ۱۶۵۰           | ۳۲             | ۱۰           | ۸                   | ۱۵                  |
| علی عوض         | بخش شوسف شهرستان نهبندان        | کوشه علی عوض      | ۵۰۰            | ۲۵             | ۱۰           | ۵                   | ۵                   |
| علی عوضی        | بخش شوسف شهرستان نهبندان        | علی عوضی          | ۶۰۰            | ۳۰             | ۱۴           | ۱۳                  | ۱۵                  |
| علی‌آباد         | بخش شوسف شهرستان نهبندان        | علی‌آباد           | ۴۰۰            | ۲۰             | ۹            | ۸                   | ۳                   |
| علی‌آباد         | بخش شوسف شهرستان نهبندان        | علی‌آباد شورک      | ۳۵۰            | ۲۰             | ۶            | ۶                   | ۵                   |
| علی‌آباد         | بخش مرکزی شهرستان نهبندان       | علی‌آباد           | ۴۰۰۰           | ۲۰۰            | ۲۵           | ۱۵                  | ۱۵                  |
| علی‌آباد گاشگز   | بخش شوسف شهرستان نهبندان        | کلاته خداداد      | ۴۵۰            | ۲۵             | ۹            | ۸                   | ۸                   |
| عمری            | بخش شوسف شهرستان نهبندان        | عمری              | ۴۵۰            | ۲۲             | ۱۲           | ۸                   | ۸                   |
| عنابان          | بخش شوسف شهرستان نهبندان        | سولاخان           | ۷۰۰            | ۳۵             | ۱۲           | ۱۲                  | ۱۵                  |
| غشمشم           | بخش مرکزی شهرستان نهبندان       | کلاته حاجی        | ۷۸۰            | ۳۹             | ۹            | ۴                   | ۴                   |
| فراتان          | بخش شوسف شهرستان نهبندان        | فراتان            | ۱۲۰۰           | ۵۰             | ۰            | ۱۵                  | ۰                   |
| فراتاناب        | بخش شوسف شهرستان نهبندان        | فراتاناب          | ۶۳۰            | ۳۱             | ۸            | ۱۰                  | ۱۰                  |
| فریدون          | بخش شوسف شهرستان نهبندان        | فریدون            | ۴۶۰            | ۲۳             | ۱۶           | ۱۲                  | ۱۰                  |
| فیروز‌آباد       | بخش شوسف شهرستان نهبندان        | فیروز‌آباد         | ۴۰۰۰           | ۲۰۰            | ۲۵           | ۱۰                  | ۳۵                  |
| فیروز‌آباد       | بخش شوسف شهرستان نهبندان        | فیروز‌آباد         | ۴۰۰۰           | ۲۲۰            | ۳۵           | ۲۵                  | ۳۵                  |
| فیض‌آباد         | بخش مرکزی شهرستان نهبندان       | میغان             | ۷۰۰            | ۴۵             | ۱۴           | ۱۵                  | ۵                   |
| قا’م‌آباد        | بخش شوسف شهرستان نهبندان        | شوسف              | ۳۰۰۰           | ۱۰۰            | ۱۰۰          | ۸                   | ۵                   |
| قدمگاه          | بخش مرکزی شهرستان نهبندان       | قدمگاه            | ۳۰۰            | ۱۳             | ۸            | ۱۰                  | ۱۰                  |
| قربان طاهر      | بخش مرکزی شهرستان نهبندان       | کلاته قربان طاهر  | ۳۰۰            | ۱۵             | ۵            | ۱۰                  | ۵                   |
| قرق بالا        | بخش شوسف شهرستان نهبندان        | قرق سواران        | ۶۰             | ۴              | ۳            | ۸                   | ۵                   |
| قنات اصلی       | بخش مرکزی شهرستان نهبندان       | دهسلم             | ۴۵۰۰           | ۲۵۰            | ۲۵           | ۳۰                  | ۲۰۰                 |
| لاخ سفید        | بخش مرکزی شهرستان نهبندان       | لاخ سفید          | ۸۰۰            | ۴۰             | ۳۰           | ۱۶                  | ۱۵                  |
| لخشک            | بخش مرکزی شهرستان نهبندان       | لخشک              | ۳۵۰            | ۱۵             | ۸            | ۸                   | ۴                   |
| لوخ             | بخش مرکزی شهرستان نهبندان       | لوخ               | ۳۵۰            | ۱۵             | ۸            | ۸                   | ۳                   |
| لوهک            | بخش شوسف شهرستان نهبندان        | لوهک              | ۶۵۰            | ۳۰             | ۸            | ۵                   | ۶                   |
| لیسکی           | بخش شوسف شهرستان نهبندان        | لیسکی             | ۸۰۰            | ۴۰             | ۱۴           | ۸                   | ۱۲                  |
| ماهانی          | بخش شوسف شهرستان نهبندان        | ماهانی            | ۶۵۰            | ۳۰             | ۱۱           | ۸                   | ۶                   |
| مباد ی سفلی     | بخش شوسف شهرستان نهبندان        | مباد ی سفلی       | ۶۰۰            | ۳۵             | ۱۱           | ۶                   | ۵                   |
| مباد ی علیا     | بخش شوسف شهرستان نهبندان        | مباد ی علیا       | ۴۲۰            | ۲۲             | ۹            | ۵                   | ۴                   |
| محمدآباد        | بخش شوسف شهرستان نهبندان        | محمدآباد          | ۵۲۰            | ۲۶             | ۱۲           | ۱۲                  | ۶                   |
| محمدآباد        | بخش شوسف شهرستان نهبندان        | محمدآباد          | ۶۰۰۰           | ۱۵۰            | ۹۰           | ۳۰                  | ۵۰                  |
| محمدآباد        | بخش مرکزی شهرستان نهبندان       | محمدآباد بیچند    | ۱۱۰۰           | ۵۵             | ۱۶           | ۱۵                  | ۱۵                  |
| محمدآباد        | بخش مرکزی شهرستان نهبندان       | میغان             | ۳۰۰            | ۱۵             | ۸            | ۸                   | ۵                   |
| محمودآباد       | بخش مرکزی شهرستان نهبندان       | حیدرآباد          | ۲۰۰۰           | ۱۰۰            | ۱۵           | ۱۰                  | ۰                   |
| محمودعلی        | بخش مرکزی شهرستان نهبندان       | محمودعلی          | ۴۳۵            | ۲۳             | ۱۱           | ۱۰                  | ۴                   |
| مرزه            | بخش شوسف شهرستان نهبندان        | مرزه              | ۶۰۰            | ۳۰             | ۱۰           | ۱۲                  | ۱۰                  |
| مزارشیخ صالح    | بخش شوسف شهرستان نهبندان        | سواران            | ۵۷۰            | ۲۵             | ۹            | ۶                   | ۸                   |
| مسعودی          | بخش شوسف شهرستان نهبندان        | مسعودی            | ۴۳۰            | ۲۲             | ۱۱           | ۵                   | ۴                   |
| ملا رحیم        | بخش مرکزی شهرستان نهبندان       | ملا رحیم شاهکوه   | ۴۰۰            | ۲۲             | ۱۰           | ۸                   | ۶                   |
| ملوقان          | بخش شوسف شهرستان نهبندان        | ملوقان            | ۷۰۰            | ۳۵             | ۱۲           | ۱۰                  | ۵                   |
| ملک‌آباد         | بخش شوسف شهرستان نهبندان        | ملک‌آباد           | ۸۰۰            | ۴۰             | ۶            | ۰                   | ۸                   |
| منصورآباد       | بخش شوسف شهرستان نهبندان        | منصورآباد         | ۴۲۰            | ۲۰             | ۸            | ۵                   | ۴                   |
| منگنگی          | بخش شوسف شهرستان نهبندان        | منگنگی            | ۵۵۰            | ۲۳             | ۱۱           | ۸                   | ۶                   |
| منگنگی          | بخش شوسف شهرستان نهبندان        | منگنگی            | ۴۸۰            | ۲۴             | ۱۲           | ۴                   | ۱۰                  |
| مهرجوئی         | بخش مرکزی شهرستان نهبندان       | دهلم              | ۴۰۰            | ۲۰             | ۷            | ۰                   | ۰                   |
| مهل‌آباد         | بخش مرکزی شهرستان نهبندان       | مهل‌آباد           | ۸۵۰            | ۴۲             | ۱۶           | ۱۵                  | ۱۵                  |
| مولید           | بخش شوسف شهرستان نهبندان        | مولید دره کوران   | ۴۵۰            | ۲              | ۱۰           | ۸                   | ۵                   |
| میرآباد         | بخش شوسف شهرستان نهبندان        | میرآباد           | ۶۰۰            | ۰              | ۱۲           | ۶                   | ۶                   |
| نائمه علیا      | بخش شوسف شهرستان نهبندان        | توتسک             | ۱۵۰۰           | ۲۵             | ۲۰           | ۲۰                  | ۹                   |
| نائمه سفلی      | بخش شوسف شهرستان نهبندان        | توتسک             | ۲۰۰            | ۱۰             | ۸            | ۳                   | ۸                   |
| نصرآباد         | بخش شوسف شهرستان نهبندان        | نصرآباد           | ۱۲۰۰           | ۶۲             | ۱۱           | ۱۶                  | ۱۵                  |
| نق شرمی         | بخش مرکزی شهرستان نهبندان       | مرکزی نهبندان     | ۷۰۰۰           | ۲۰۰            | ۱۲           | ۲۰                  | ۱۰۰                 |
| نق شرمی         | بخش مرکزی شهرستان نهبندان       | نق شرمی           | ۲۵۰۰           | ۱۰۰            | ۲۵           | ۵                   | ۴۰                  |
| نهروان          | بخش شوسف شهرستان نهبندان        | برک               | ۴۰۰            | ۲۰             | ۵            | ۵                   | ۱۰                  |
| نوخون           | بخش شوسف شهرستان نهبندان        | نصرآباد           | ۴۶۰            | ۱۵             | ۱۳           | ۶                   | ۴                   |
| نی شکری         | بخش مرکزی شهرستان نهبندان       | نی شکری           | ۳۰۰            | ۲۰             | ۷            | ۸                   | ۴                   |
| هریشی           | بخش شوسف شهرستان نهبندان        | هریشی             | ۶۵۰            | ۳۲             | ۱۳           | ۱۵                  | ۶                   |
| هشتوگان         | بخش شوسف شهرستان نهبندان        | هشتوگان           | ۱۲۰۰           | ۴۵             | ۱۴           | ۸                   | ۱۶                  |
| همری            | بخش مرکزی شهرستان نهبندان       | مرکزی نهبندان     | ۲۰۰۰           | ۱۰۰            | ۱۶           | ۳۰                  | ۵۰                  |
| همند            | بخش شوسف شهرستان نهبندان        | همند              | ۱۷۰۰           | ۸۵             | ۱۳           | ۱۶                  | ۳۵                  |
| هیرد            | بخش مرکزی شهرستان نهبندان       | هیرد              | ۱۲۵۰           | ۶۵             | ۱۴           | ۱۰                  | ۸                   |
| وردوان          | بخش مرکزی شهرستان نهبندان       | وردوان اسدآباد    | ۵۵۰            | ۲۷             | ۹            | ۸                   | ۶                   |
| پای حصار        | بخش مرکزی شهرستان نهبندان       | گوند              | ۳۸۰            | ۱۹             | ۶            | ۸                   | ۱۰                  |
| پدکه شاه کوه    | بخش مرکزی شهرستان نهبندان       | پدکه              | ۳۵۰            | ۲۰             | ۶            | ۶                   | ۳                   |
| پنهانی          | بخش مرکزی شهرستان نهبندان       | پنهانی            | ۳۸۰            | ۲۱             | ۱۰           | ۶                   | ۳                   |
| پوخ آب          | بخش شوسف شهرستان نهبندان        | پوخ آب            | ۷۵۰            | ۳۷             | ۱۲           | ۱۷                  | ۱۵                  |
| پوزه چیده       | بخش مرکزی شهرستان نهبندان       | پوزه چیده         | ۳۲۰            | ۱۶             | ۸            | ۰                   | ۰                   |
| پیر رستم        | بخش مرکزی شهرستان نهبندان       | پیر رستم          | ۳۰۰            | ۱۵             | ۶            | ۸                   | ۳                   |
| پیر غیب         | بخش شوسف شهرستان نهبندان        | اسماعیل‌آباد       | ۵۰۰            | ۲۵             | ۱۰           | ۵                   | ۱۰                  |
| چاه بک          | بخش مرکزی شهرستان نهبندان       | چاه بک            | ۸۵۰            | ۳۰             | ۲۰           | ۲۰                  | ۱۰                  |
| چاه سرخ         | بخش شوسف شهرستان نهبندان        | نوزاد             | ۴۰۰            | ۲۰             | ۶            | ۴                   | ۳                   |
| چاه سنگر        | بخش شوسف شهرستان نهبندان        | چاه سنگر          | ۳۰۰            | ۲۵             | ۱۰           | ۲                   | ۰                   |
| چاه شند         | بخش مرکزی شهرستان نهبندان       | دغال              | ۶۰۰۰           | ۲۰۰            | ۴۰           | ۲۵                  | ۲۰                  |
| چاه وک          | بخش مرکزی شهرستان نهبندان       | چاه وک            | ۸۵۰            | ۴۳             | ۱۱           | ۰                   | ۰                   |
| چاه کرد         | بخش شوسف شهرستان نهبندان        | چاه کرد           | ۷۵۰            | ۴۰             | ۱۴           | ۸                   | ۶                   |
| چشمه زرد        | بخش شوسف شهرستان نهبندان        | چشمه زرد          | ۶۵۰            | ۳۲             | ۱۳           | ۸                   | ۲                   |
| چشمه هفتادمنی   | بخش شوسف شهرستان نهبندان        | چشمه هفتاد منی    | ۵۰۰            | ۲۰             | ۱۱           | ۱۰                  | ۱۰                  |
| چشمه پریان      | بخش شوسف شهرستان نهبندان        | چشمه پریان        | ۵۰۰            | ۲۵             | ۷            | ۸                   | ۵                   |
| چشمه پوستین     | بخش شوسف شهرستان نهبندان        | چشمه پوستین       | ۴۰۰            | ۲۰             | ۱۰           | ۴                   | ۳                   |
| چشمه کله سفید   | بخش شوسف شهرستان نهبندان        | چشمه کله سفید     | ۵۵۰            | ۲۲             | ۱۰           | ۸                   | ۶                   |
| چشمه گاو        | بخش شوسف شهرستان نهبندان        | چشمه گاو          | ۳۵۰            | ۱۷             | ۱۲           | ۸                   | ۵                   |
| چهار فرسخ       | بخش مرکزی شهرستان نهبندان       | چهار فرسخ         | ۲۰۰۰           | ۸۰             | ۱۸           | ۱۵                  | ۶۰                  |
| چوگان           | بخش شوسف شهرستان نهبندان        | چوگان             | ۳۵۰            | ۲۰             | ۱۱           | ۶                   | ۳                   |
| کاریزنو         | بخش مرکزی شهرستان نهبندان       | بندان             | ۲۰۰۰           | ۰              | ۱۰           | ۰                   | ۳۰                  |
| کاسگان          | بخش شوسف شهرستان نهبندان        | کاسگان            | ۶۰۰            | ۳۰             | ۱۲           | ۸                   | ۴                   |
| کجلکی           | بخش شوسف شهرستان نهبندان        | کجلکی             | ۵۵۰            | ۲۶             | ۱۲           | ۸                   | ۸                   |
| کردآباد         | بخش شوسف شهرستان نهبندان        | کردآباد           | ۶۰۰            | ۳۰             | ۱۲           | ۸                   | ۸                   |
| کریم‌آباد        | بخش مرکزی شهرستان نهبندان       | میغان             | ۶۰۰            | ۳۵             | ۱۴           | ۱۵                  | ۳                   |
| کلاته آخوند     | بخش شوسف شهرستان نهبندان        | کلاته آخوند       | ۶۰۰            | ۲۸             | ۱۶           | ۱۲                  | ۱۰                  |
| کلاته بالا خرمی | بخش شوسف شهرستان نهبندان        | کلاته بالای خرمی  | ۴۰۰            | ۲۰             | ۱۰           | ۵                   | ۴                   |
| کلاته بالاماهان | بخش شوسف شهرستان نهبندان        | کلاته بالا ماهانی | ۳۲۰            | ۲۰             | ۸            | ۸                   | ۴                   |
| کلاته بالای روم | بخش مرکزی شهرستان نهبندان       | کلاته بالای رومه  | ۴۰۰            | ۲۰             | ۱۵           | ۰                   | ۳۰                  |
| کلاته جمالی     | بخش شوسف شهرستان نهبندان        | کلاته جمالی       | ۴۰۰            | ۲۱             | ۱۲           | ۸                   | ۳                   |
| کلاته حسن       | بخش مرکزی شهرستان نهبندان       | کلاته حسن         | ۷۴۰            | ۳۷             | ۱۶           | ۱۰                  | ۸                   |
| کلاته خان       | بخش مرکزی شهرستان نهبندان       | کلاته خان         | ۳۵۰            | ۲۰             | ۸            | ۰                   | ۰                   |
| کلاته خان       | بخش مرکزی شهرستان نهبندان       | چهار فرسخ         | ۵۰۰            | ۲۵             | ۸            | ۸                   | ۳                   |
| کلاته خداداد    | بخش شوسف شهرستان نهبندان        | کلاته خداداد      | ۱۲۰۰           | ۶۰             | ۱۴           | ۶                   | ۱۵                  |
| کلاته خرم       | بخش شوسف شهرستان نهبندان        | کلاته خرم         | ۶۰۰            | ۲۷             | ۹            | ۵                   | ۴                   |
| کلاته خشک       | بخش شوسف شهرستان نهبندان        | کلاته خشک شیور    | ۷۵۰            | ۳۵             | ۱۰           | ۵                   | ۱۵                  |
| کلاته خشک       | بخش شوسف شهرستان نهبندان        | کلاته خشک         | ۱۰۰۰           | ۳۰             | ۲۲           | ۱۲                  | ۷                   |
| کلاته رئیس      | بخش مرکزی شهرستان نهبندان       | کلاته رئیس        | ۲۵۰            | ۲۵             | ۱۱           | ۲                   | ۲                   |
| کلاته سرخ       | بخش مرکزی شهرستان نهبندان       | کلاته سرخ         | ۵۰۰            | ۲۵             | ۱۱           | ۸                   | ۲                   |
| کلاته سرور      | بخش شوسف شهرستان نهبندان        | کلاته سرور        | ۶۵۰            | ۳۳             | ۱۳           | ۱۰                  | ۸                   |
| کلاته سیدال     | بخش مرکزی شهرستان نهبندان       | کلاته سیدال       | ۳۰۰            | ۱۷             | ۶            | ۶                   | ۳                   |
| کلاته سیدحسین   | بخش شوسف شهرستان نهبندان        | دهک               | ۱۰۰            | ۵              | ۸            | ۵                   | ۱۰                  |
| کلاته سیدعلی    | بخش مرکزی شهرستان نهبندان       | کلاته سیدعلی      | ۵۰۰            | ۲۰             | ۶            | ۴                   | ۲                   |
| کلاته شاهپوری   | بخش مرکزی شهرستان نهبندان       | کلاته شاهپوری     | ۳۰۰            | ۱۵             | ۹            | ۶                   | ۳                   |
| کلاته عابدینی   | بخش شوسف شهرستان نهبندان        | طارق              | ۴۵۰            | ۲۲             | ۶            | ۶                   | ۴                   |
| کلاته علم       | بخش شوسف شهرستان نهبندان        | کلاته علم         | ۶۰۰            | ۳۲             | ۱۶           | ۱۲                  | ۱۰                  |
| کلاته علی شیخ   | بخش مرکزی شهرستان نهبندان       | میغان             | ۵۰۰            | ۳۵             | ۱۲           | ۱۰                  | ۲                   |
| کلاته فرامرزی   | بخش مرکزی شهرستان نهبندان       | کلاته فرامرزی     | ۴۰۰            | ۲۰             | ۱۲           | ۸                   | ۵                   |
| کلاته محمد      | بخش مرکزی شهرستان نهبندان       | ابراهیم‌آباد       | ۳۰۰            | ۰              | ۸            | ۸                   | ۵                   |
| کلاته محمدقاسم  | بخش مرکزی شهرستان نهبندان       | کلاته محمدقاسم    | ۴۰۰            | ۲۰             | ۶            | ۰                   | ۶                   |
| کلاته مختار     | بخش شوسف شهرستان نهبندان        | کلاته حاجی مختار  | ۳۵۰            | ۱۶             | ۸            | ۱۰                  | ۵                   |
| کلاته مزار      | بخش شوسف شهرستان نهبندان        | نوزاد             | ۵۰۰            | ۲۵             | ۸            | ۴                   | ۴                   |
| کلاته ملاعلی    | بخش شوسف شهرستان نهبندان        | کلاته ملاعلی      | ۲۳۰            | ۱۲             | ۶            | ۲                   | ۲                   |
| کلاته میر       | بخش شوسف شهرستان نهبندان        | کلاته میر         | ۶۵۰            | ۲۵             | ۱۶           | ۱۲                  | ۱۲                  |
| کلاته نره       | بخش شوسف شهرستان نهبندان        | سولاخان           | ۴۰۰            | ۲۰             | ۱۰           | ۸                   | ۵                   |
| کلاته نو        | بخش شوسف شهرستان نهبندان        | کلاته نو          | ۱۰۰۰           | ۵۰             | ۱۶           | ۶                   | ۵                   |
| کلاته کبوتری    | بخش شوسف شهرستان نهبندان        | کلاته کبوتری      | ۴۶۰            | ۲۳             | ۱۲           | ۸                   | ۱۲                  |
| کلپ             | بخش مرکزی شهرستان نهبندان       | چاه سیاه کلپ      | ۴۰۰            | ۲۰             | ۱۰           | ۸                   | ۰                   |
| کلچه            | بخش مرکزی شهرستان نهبندان       | دهلم              | ۱۶۵۰           | ۸۴             | ۶            | ۳                   | ۰                   |
| کلگی            | بخش مرکزی شهرستان نهبندان       | کلگی              | ۴۰۰            | ۲۰             | ۱۱           | ۵                   | ۱۰                  |
| کندر            | بخش شوسف شهرستان نهبندان        | کندر              | ۴۰۰            | ۲۰             | ۱۶           | ۱۵                  | ۱۰                  |
| کهنو            | بخش مرکزی شهرستان نهبندان       | کهنو              | ۲۰۰۰           | ۱۰۰            | ۱۵           | ۱۵                  | ۱۰                  |
| کوهسار          | بخش شوسف شهرستان نهبندان        | کوهسار            | ۷۵۰            | ۳۲             | ۱۰           | ۱۰                  | ۱۰                  |
| کیکاباد         | بخش مرکزی شهرستان نهبندان       | کلاته سیدعلی      | ۵۰۰            | ۲۵             | ۱۰           | ۱۵                  | ۵                   |
| گجاران          | بخش مرکزی شهرستان نهبندان       | گجاران            | ۲۷۰            | ۲۰             | ۱۰           | ۴                   | ۰                   |
| گجیکه           | بخش مرکزی شهرستان نهبندان       | گجیکه             | ۳۰۰            | ۱۵             | ۸            | ۱۰                  | ۳                   |
| گرو             | بخش شوسف شهرستان نهبندان        | گرو               | ۴۸۰            | ۲۴             | ۱۱           | ۱۰                  | ۱                   |
| گزان            | بخش شوسف شهرستان نهبندان        | گزان              | ۷۵۰            | ۳۸             | ۱۶           | ۱۰                  | ۱۰                  |
| گزستان          | بخش شوسف شهرستان نهبندان        | گزستان طارق       | ۵۰۰            | ۲۵             | ۹            | ۵                   | ۶                   |
| گزیدری سفلی     | بخش شوسف شهرستان نهبندان        | گزیدری سفلی       | ۶۰۰            | ۳۰             | ۱۲           | ۸                   | ۱۰                  |
| گزیدری علیا     | بخش شوسف شهرستان نهبندان        | گزیدری علیا       | ۴۵۰            | ۲۲             | ۱۲           | ۶                   | ۴                   |
| گلرگ            | بخش شوسف شهرستان نهبندان        | گلرگ              | ۷۵۰            | ۳۰             | ۱۲           | ۱۲                  | ۱۵                  |
| گلوتی           | بخش مرکزی شهرستان نهبندان       | گلوتی             | ۵۰۰            | ۲۵             | ۷            | ۱۰                  | ۶                   |
| گمشک            | بخش مرکزی شهرستان نهبندان       | گمشک              | ۸۰۰            | ۴۰             | ۱۵           | ۱۵                  | ۵۰                  |
| گوباد           | بخش مرکزی شهرستان نهبندان       | گوباد             | ۱۲۰۰           | ۶۰             | ۱۶           | ۱۵                  | ۴۰                  |
| گوش             | بخش مرکزی شهرستان نهبندان       | گوش               | ۵۰۰            | ۲۵             | ۱۵           | ۵                   | ۲۰                  |
| گوند            | بخش مرکزی شهرستان نهبندان       | گوند              | ۶۰۰            | ۲۰             | ۱۰           | ۲۰                  | ۱۸                  |
| گیدر            | بخش شوسف شهرستان نهبندان        | طارق              | ۵۵۰            | ۲۵             | ۸            | ۱۰                  | ۴۰                  |
| گیشی چاه        | بخش مرکزی شهرستان نهبندان       | گیشی چاه          | ۶۰۰            | ۳۰             | ۱۰           | ۴                   | ۲                   |
| یزدان چاه       | بخش شوسف شهرستان نهبندان        | یزدان چاه         | ۳۰۰            | ۳۰             | ۱۲           | ۸                   | ۵                   |
| یک‌آباد برک      | بخش شوسف شهرستان نهبندان        | یک‌آباد برک        | ۵۰۰            | ۲۵             | ۱۲           | ۱۰                  | ۴                   |